# Gaudichsroda
Gaudichsroda ist ein Dorf im Landkreis Leipzig in Sachsen. Politisch gehört der Ort seit Anfang 2011 zu Grimma. Er liegt an der Kreisstraße 8324 zwischen Fremdiswalde und Roda.
Urkundlich wurde Gaudichsroda 1875 das erste Mal als „Gaudichsroda“ genannt. Weitere Nennungen waren:
- 1904: Fremdiswalde mit Gaudichsroda
- 1908: Gaudigsroda